# Ја већ јесам све оно што желим да имам
Ја већ јесам све оно што желим да имам је српски кратки филм из 2010. године. Режију је урадио Дане Комљен, који је написао и сценарио. 
Филм одликује изразита ликовност у композицији кадра.